# Стрекер, Стефан
Стефан Стрекер (фр. Stephan Streker; род. 17 марта 1964, Брюссель, Бельгия) — бельгийский кинорежиссер и сценарист.

## Биография
Стефан Стекер родился 17 марта 1964 года в Брюсселе, Бельгия. Работал журналистом, публикуя пространные интервью с кинематографистами для бельгийской прессы. Также он работал кинокритиком на радио и в печатных средствах массовой информации; как фотограф (художественное, пресс-фото и портретное фото), создавал многочисленные обложки альбомов. Параллельно с этими профессиями, Стефан был также спортивным журналистом, специализирующимся на футболе и боксе.
В кино Стефан Стекер дебютировал в 1993 году как режиссер и сценарист короткометражки «Теневой бокс». Его первый полнометражный фильм «Мишель Бланко» вышел в 2004 году.
В 2012 году Стрекер поставил по собственному сценарию свой второй полнометражный фильм «Мир принадлежит нам», в котором снялись Венсан Ротье, Оливье Гурме и Реда Катеб. В 2013 году лента была номинирована в категории «Лучший фильм» на бельгийскую национальную кинопремию «Магритт».
Третий полнометражный фильмы Стефана Стрекера «Свадьба» (2016) был представлен в конкурсных программах ряда международных кинофестивалей и в 2018 году был выдвинут в 8-ми категориях на соискание кинопремии «Магритт», в частности, как «Лучший фильм» (победа), за лучшую режиссерскую работу и лучший киносценарий.
Как дополнение к своей режиссерской работы в кино, Стефан Стрекер является также футбольным консультантом для бельгийского национального телевидения (RTBF), в частности, для всех игр с участием национальной команды «Красные дьяволы» (Rode Duivels), а также для еженедельного телевизионного шоу La Tribune.